# Henning Sprogøe

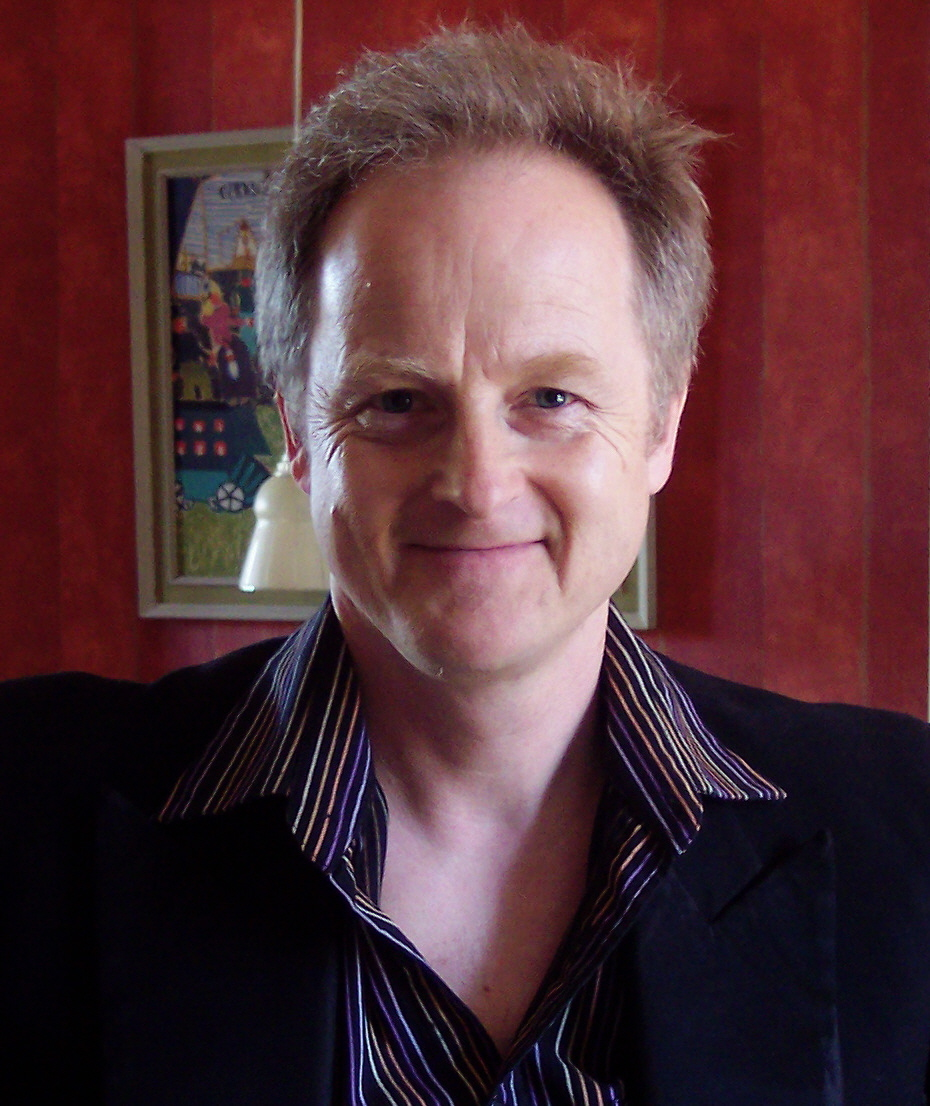
Henning Sprogøe, 2007.

Henning Sprogøe Petersen (* 21. Oktober 1953 in Dänemark) ist ein dänischer Film- und Theaterschauspieler sowie ein Theaterleiter und Moderator. Er ist der Sohn des bekannten dänischen Schauspielers Ove Sprogøe und dessen Frau Eva Sprogøe.

## Werdegang
Nach seinem Schulabschluss studierte er zunächst Geschichte an der Universität von Kopenhagen. Nach einer anschließenden Tätigkeit am Bristol Music Center’s Teater in Kopenhagen, begann er 1978 bei Nordisk Film zu arbeiten. Als Assistent von Erik Balling wirkte er bei den Dreharbeiten in verschiedenen Filmen zur Olsenbande mit, wo sein Vater Ove Sprogøe die Hauptrolle des Egon Olsen spielte. Weitere Erfahrungen sammelte er als Produktionsassistent bei Nordisk Film, wo er an verschiedenen Fernsehserien mitwirkte, wie Die Leute von Korsbaek. 1980 wurde er zum Studium an der Statens Teaterskole (Staatliche Theaterhochschule) zugelassen. Seine erste große Rolle war die des Nicolai in dem Stück Nøddebo Rectory am dänischen Volkstheater (Folketeatret). Dort spielte von 1984 bis 1991 weitere wichtige Rollen, bevor er 2002 bis 2003 konstituierend die Leitung des Folketeatret übernahm. Weiterhin spielte er an verschiedenen Revuetheatern in Jütland, Fünen, Seeland und Bornholm, sowie lehrte an der Statens Teaterskole und an der Schauspielerschule in Aarhus. Im Jahr 1994 erhielt er den Ole Haslund - Ehrenpreis für die Rolle des Figaro in dem Stück Le nozze di Figaro am Grønnegårds Theatre. Weiterhin war er Gastgeber und Programmansager eines Film-Magazines (Filmmagasinet) im TV 2 und für das dänische Kinderprogramm von 1989 bis 1991 tätig. Als Filmschauspieler wirkte er an verschiedenen dänischen Filmen mit, wie unter anderem bei Kopenhagen - mitten in der Nacht (Midt om natten), Der (wirklich) allerletzte Streich der Olsenbande und der Olsenbande Junior. Sprogøe gehört seit 2006 zu der Jury bei der Vergabe des Ove-Sprogøe-Preises, einen nach seinem Vater benannter dänischer Kultur- und Filmpreis, der an eine besonders verdiente Person aus Film, Theater und Fernsehen vergeben wird. Zudem spielt er in seiner Freizeit, seit 1976, in einer von ihm mit gegründeten Band Return to sender, als Sänger und Schlagzeuger mit.
Sprogøe wohnt im Kopenhagener Stadtteil Vanløse und ist verheiratet mit der Schauspielerin Anne Fletting, mit der er zwei Söhne hat. Sein älterer Sohn Mathias Sprogøe Fletting ist ebenfalls als Schauspieler tätig und sein jüngerer Sohn Johannes Sprogøe Fletting ist als Kameramann tätig.

## Filmografie

### Darsteller
- 1978: Die Olsenbande steigt aufs Dach (Olsen-banden går i krig) als Statist im Bus
- 1979: Rend mig i traditionerne als Raufbruder
- 1984: Kopenhagen – Mitten in der Nacht (Midt om natten) als Knold
- 1985: Mor er major als Svanse
- 1989–1990: Filmmagasinet (Fernsehserie) als Gastgeber
- 1990: Harry Måneskin als er selbst
- 1991–1992: Filmquiz (Fernsehshow) als Gastgeber
- 1993: Pyaar Ka Tarana
- 1993: Kalder Katrine
- 1997: Alletiders nisse als Nis Gårdbo
- 1997: Bryggeren als Charmør på Peders Håb
- 1998: Der (wirklich) allerletzte Streich der Olsenbande (Olsen-bandens sidste stik) als Beamter
- 2001: Olsenbande Junior als Egon Olsen Vater
- 2001: De udvalgte als Læge
- 2003: Forsvar als Leif Schrøder
- 2005: Go' aften Danmark als er selbst

### Regieassistent
- 1979: Die Olsenbande ergibt sich nie (Olsen-banden overgiver sig aldrig)
- 1979: Rend mig i traditionerne (Regieassistenz)
- 1989: Afmagt
- 1998: Wenn Mama nach Hause kommt (Når mor kommer hjem)
- 1999: Kærlighed ved første hik

### Produktionsassistent
- 1978: Die Olsenbande steigt aufs Dach (Olsen-banden går i krig)
- 1979: Die Olsenbande ergibt sich nie (Olsen-banden overgiver sig aldrig, Produzent, Assistenz Gesamtleitung)
- 1979: Die Leute von Korsbaek (Matador) (Fernsehserie)